# Cantine Cerrato
Le Cantine Cerrato sono un monumento archeologico sotterraneo di Bovino, in provincia di Foggia. Si tratta di cisterne romane, costituite da due ambienti contigui.
Si trovano nel centro storico di Bovino, sotto l'isolato compreso tra il duomo, via Roma, via Torino e via Alfieri, a circa tre metri di profondità dall'attuale piano stradale. I resti sono accessibili da via Torino, ma gli ambienti sotterranei si prolungano per oltre 20 metri e proseguono al di sotto di altri fabbricati.

## Descrizione

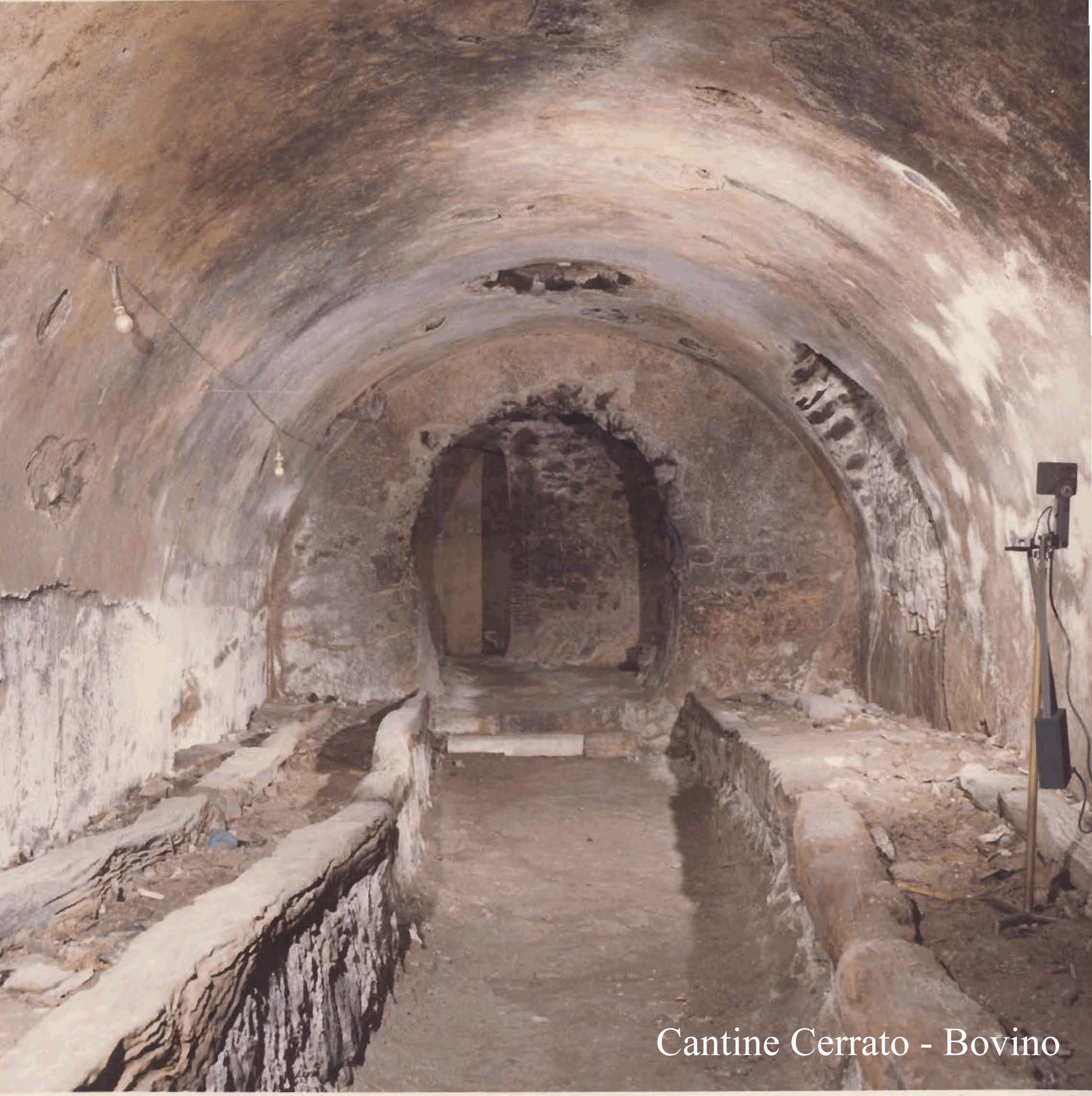
Cantine Cerrato - Ambiente A

I resti antichi sono costituiti da due vani perpendicolari (A e B), parzialmente tagliati nella roccia e in parte con muri in laterizio, coperti da volte a botte e interamente rivestiti in opus signinum. Vi sboccano condotti sotterranei di collegamento con pozzi e altre cisterne. L'ambiente B è separato longitudinalmente in due vani per mezzo di pilastri con arcate in laterizio.
Si trattava probabilmente di cisterne, collegate con l'approvvigionamento idrico della città, forse bacini di decantazione all'arrivo dell'acquedotto.
I due ambienti sono collegati con altre strutture antiche lungo l'asse oggi rappresentato da piazza Guido Paglia, piazza Duomo e piazza Marino Boffa (dove si ipotizza sorgesse il foro della città), tutte orientate secondo la probabile sistemazione ortogonale dell'area urbana.

### Ambiente A
L'ambiente A, più piccolo (16,50 m x 4,40 m, con un'altezza di almeno 4 m), è orientato in senso nord-sud e si restringe nella parte meridionale, dove la parete è arrotondata.
Le pareti dei lati nord e ovest sono in laterizio: il muro nord ha uno spessore di 70/90 cm e conserva un'apertura di 2 m di larghezza, probabilmente di epoca tarda, mentre il muro ovest, che lo divide dall'ambiente B, è spesso circa 1 m; gli altri due lati sono scavati nell'arenaria locale. Le pareti sono impermeabilizzate con un rivestimento in opus signinum, accuratamente lisciato.

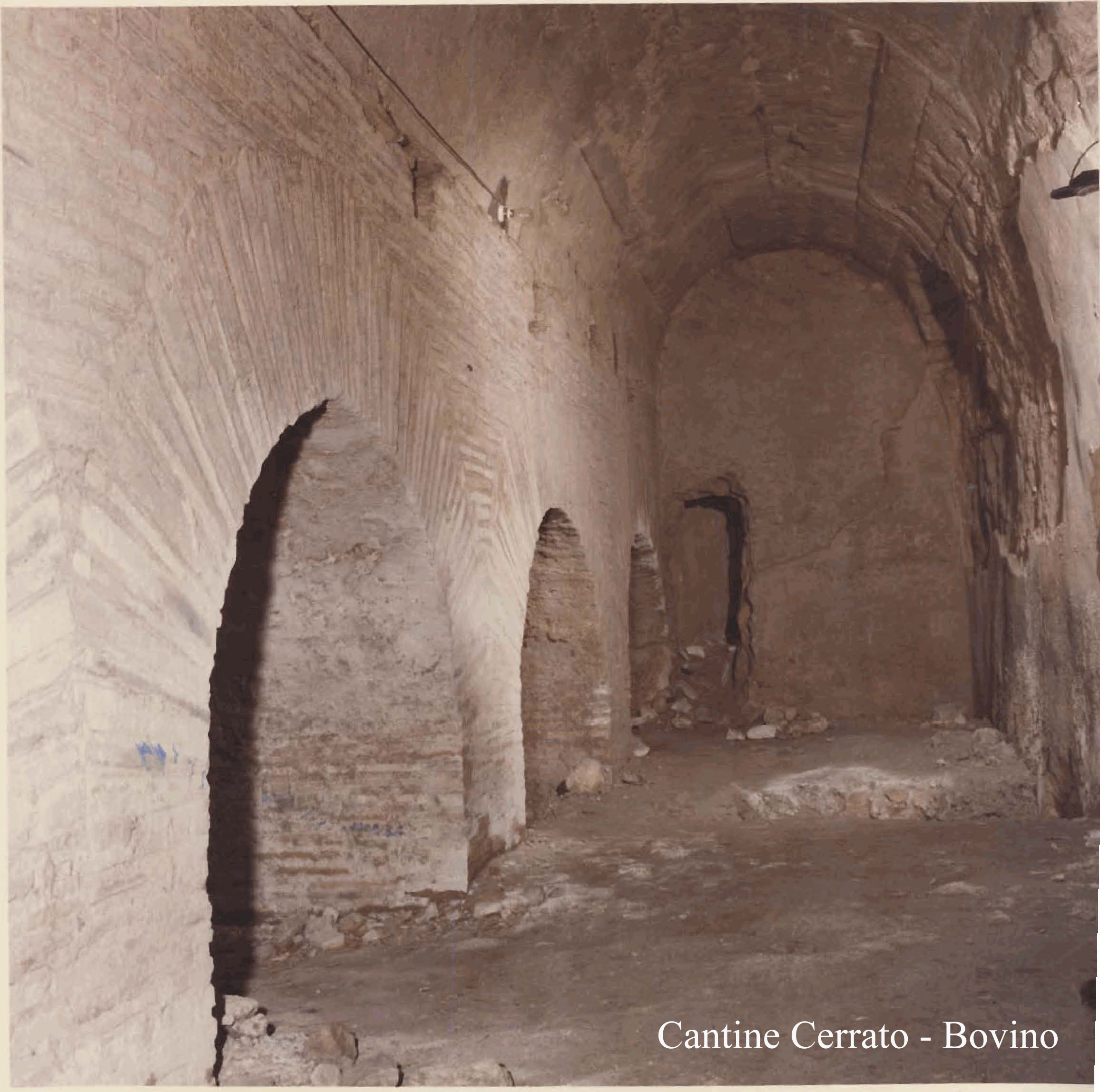
Cantine Cerrato - Ambiente B

La volta a botte, rivestita con intonaco pozzolanico, presenta numerosi tubi di sfiato e due pozzi, uno all'estremità sud, di 90 cm di diametro, e l'altro verso nord, di 1 m di diametro.
Entrambi i pozzi sono contemporanei alla cisterna, così come risulta dal rivestimento che copre l'imboccatura. All'angolo nord-ovest vi sbocca inoltre un tubo in terracotta di 24 cm di diametro.
Verso l'estremità sud della parete orientale sbocca inoltre un condotto, che sembra di epoca posteriore. In questo condotto confluiscono tre rami, tutti tagliati nella roccia:
- il primo, largo 53 cm e alto circa 150 cm, quasi parallelo alla parete ovest, sbocca nell'ambiente B;
- il secondo, largo 45 cm, si estende dritto verso ovest ad un livello di circa 60 cm al di sotto degli altri cunicoli;
- il terzo, largo 45 cm e alto circa 155 cm, raggiunge dopo un percorso di circa 4 metri un pozzo antico di 150 cm di diametro, interamente intonacato.

### Ambiente B
L'ambiente B, più grande (18 × 5,16 m, con un'altezza di 4,95 m), è orientato in senso est-ovest e ortogonale rispetto all'ambiente A. Ad eccezione del lato orientale, che lo separa dall'ambiente A, gli altri tre lati sono scavati nella roccia. Come nell'ambiente A, tutte le pareti sono rivestite da opus signinum e probabilmente anche il suolo.

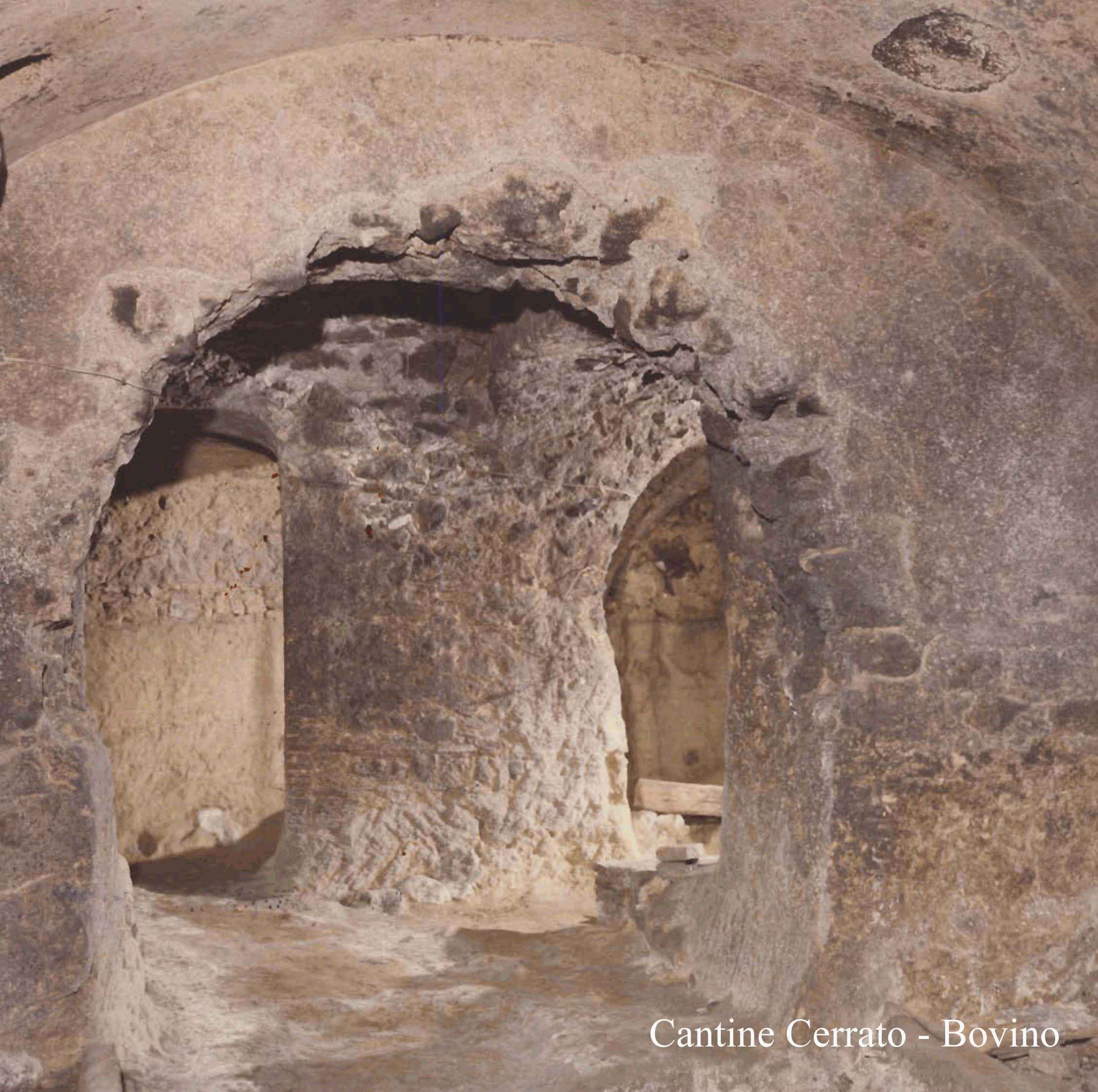
Cantine Cerrato - Dettagli ambienti.

Il vano è suddiviso in due gallerie parallele allungate (larghe 1,85 m e 2,54 m), con volte a botte separate da una fila di sei arcate (altezza di circa 3,60 m), sostenute da pilastri quadrati (89 × 90 cm) in laterizio, poggianti su lastre di terracotta (alte 15 cm).
Vi sboccano, oltre al condotto già menzionato, proveniente dall'ambiente A, un secondo condotto a semicerchio lungo la stessa parete, di funzione incerta. All'angolo ovest sono presenti due condotti: uno, largo circa 1 m e alto 2 m, diretto verso nord e ad altezza galleria, ha la bocca che presenta lo stesso rivestimento della cisterna; l'altro, largo 45 cm, parte a mezza altezza e sembra essere stato creato in epoca posteriore; dopo un percorso di circa 20 metri, raggiunge una cisterna dal diametro di 2,16 m, da cui si diramano altri due condotti, sempre tagliati nella roccia.